# 메트로 (신문)

메트로 인터내셔널(Metro International)은 세계 20개국에서 발행되고 있는 무료 신문으로서, 1995년 스웨덴에서 창간하였고, 룩셈부르크에 본부를 두고 있다. 한국어 판은 2002년 5월 31일 대한민국 최초로 무료 신문을 창간하여 현재 서울 및 수도권(경기, 인천)에서 배포되고 있으며 무료 신문중 유일하게 남아있다. 대한민국의 메트로신문은 2015년 10월 1일에 주식회사 메트로미디어로 발행법인이 변경되었고 2015년 11월 11일 재창간 선포식을 통해 기존 타블로이드판형에서 베를리너판형으로 판형을 변경하는 등 재도약을 하고 있다.
2010년경 70만부까지 늘었던 발행부수는 스마트폰 대중화로 인해 8만부 수준까지 줄어들었다.

## 같이 보기
- 포커스신문
- 에이엠세븐
- 데일리줌
- 노컷 뉴스
- 스포츠한국
- 시티신문